# Robert Earnshaw
Robert Earnshaw (Mufulira, Zambia; 6 de abril de 1981) es un exfutbolista galés que jugaba para el club canadiense Vancouver Whitecaps en el Major League Soccer. Earnshaw es el único jugador que ha marcado una tripleta en las cuatro ligas profesionales en Inglaterra, y el FA Cup, el League Cup y fútbol internacional.

## Infancia
Su padre David era inglés, de Yorkshire, y trabajaba en una mina de carbón en Zambia. A la edad de 6 años en 1987 Robert Earnshaw dejó Zambia para ir a Malaui. David Earnshaw murió de fiebre tifoidea en 1990 y por eso su familia se marchó a Gales. Robert se unió al equipo de juventud del Cardiff City Football Club en 1997 a la edad de 16 años.

## Carrera con clubs

### Primera vez con Cardiff City
Earnshaw jugó su primer partido para el primer equipo del Cardiff el 9 de diciembre de 1997 como substituto en el 69˚ minuto contra el Millwall Football Club. De marzo hasta abril de la temporada de 1997-98 jugó 5 partidos en Football League Two, todos como substituto y no marcó. El comenzó su primer partido en el primer día de la temporada de 1998-99, el 8 de agosto de 1998, y marcó su primer gol contra el Hartlepool United. El partido terminó 1-1. Jugó 4 más partidos en la temporada pero no marcó. En la temporada de 1999-2000 jugó un partido para el Cardiff antes de ser cedido al Greenock Morton Football Club de la Primera División de Escocia en enero. Jugó tres partidos para el Greenock Morton, marcando en dos. En febrero volvió al Cardiff y marcó un gol de 5 partidos en Football League One.
Para la temporada de 2000-01 Earnshaw jugó 37 partidos en Football League Two para Cardiff y marcó 19 goles incluido una tripleta el 2 de diciembre de 2000 contra el Torquay United en una victoria por 4-1. Antes, el 19 de noviembre, el marcó tres goles en el FA Cup contra el Bristol Rovers Football Club y ganó 5-1. El Cardiff jugó la temporada de 2002-03 en Football League One y Earnshaw marcó una tripleta en un partido del League Cup contra el Boston United el 11 de septiembre. Más tarde, el 14 de marzo de 2003, marcó todos los goles por Cardiff en un partido empatado a 3-3 contra Tranmere Rovers. Marcó su tripleta en el Football League Championship el 13 de septiembre de la temporada de 2002-03 con cuatro goles contra el Gillingham.

### Desde 2004
El 30 de agosto de 2004, Earnshaw juntó el West Bromwich Albion de la Premier League para 3.500.000£. Marcó once goles en la temporada 2004-05 de la Premier League incluido una tripleta contra Charlton Athletic en una victoria por 4-1, el 19 de marzo de 2005. West Bromwich Albion evitó el descenso pero estuvo en el último lugar en Navidad. Pero para la temporada siguiente, el West Bromwich compró otros dos delanteros y Earnshaw jugó solamente 12 partidos en la liga, marcando un gol. Quiso dejar del club y el 31 de enero de 2006 fichó por el Norwich City Football Club del Football League Championship por 3.500.000£. En la temporada de 2006-07 marcó 19 goles en 30 partidos en la liga para el Norwich y el 29 de junio de 2007 se fue al Derby County, que acababa de llegar a la Premier League, por otros 3.500.000£. Fue el mejor pagado del Derby, 500.000£ más que Seth Johnson. Earnshaw marcó solamente un gol en la temporada 2007-08 con el Derby y el club fue relegado con 11 puntos, la puntuación más baja en la historia de la liga.
El 30 de mayo de 2008 Earnshaw fichó por el rival del Derby, el Nottingham Forest Football Club del Championship, por 2.650.000£. Después de tres temporadas con Forest, él volvió al Cardiff City el 6 de junio de 2011.

## Carrera internacional

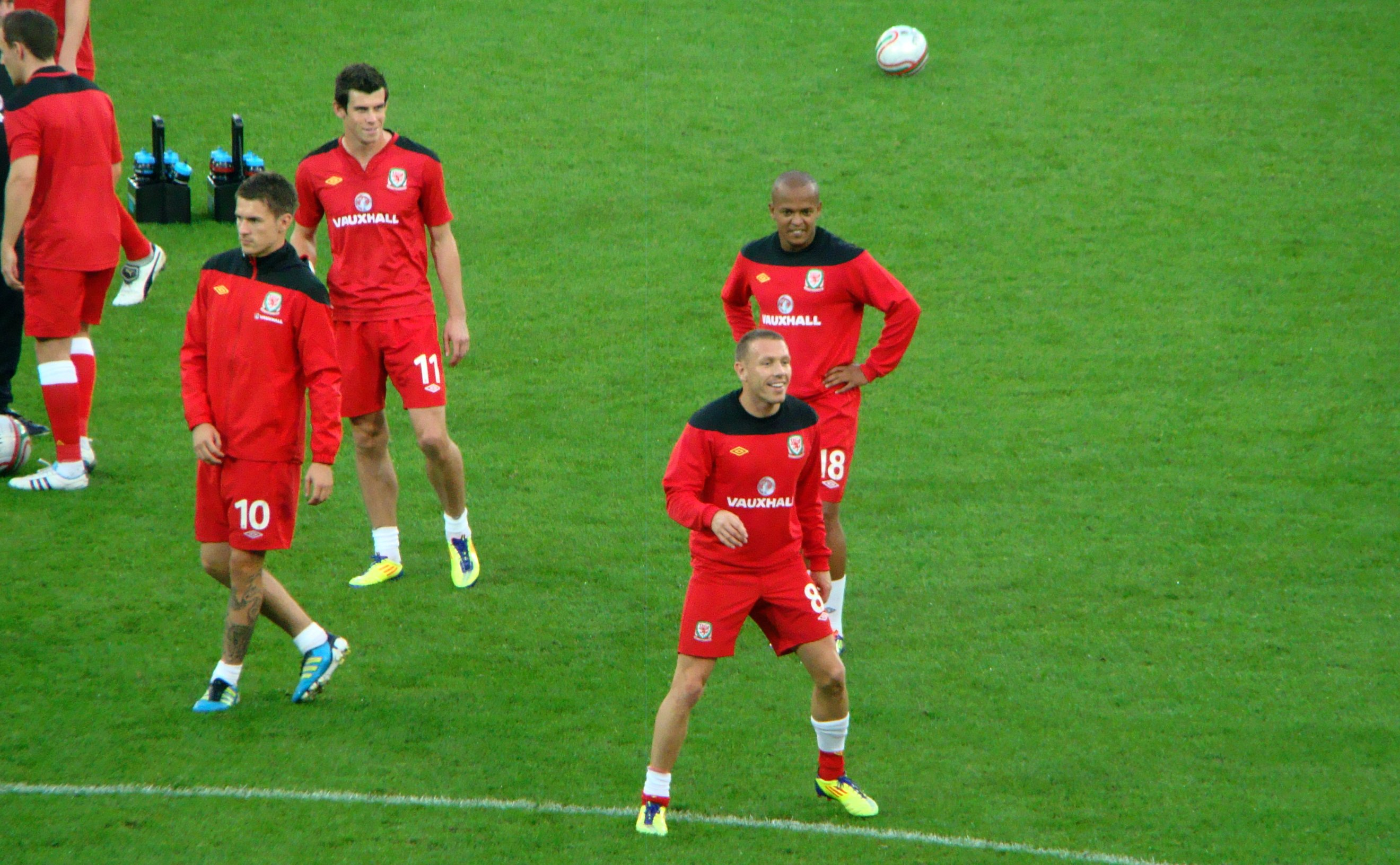
Aaron Ramsey, Gareth Bale, Robert Earnshaw y Craig Bellamy de Gales. 02/09/11 Gales vs. Montenegro, clasificación para la Eurocopa 2012, Cardiff City Stadium, Cardiff, Gales.

Earnshaw jugó su primer partido con la selección galesa el 14 de mayo de 2002 contra Alemania y marcó el único gol del partido en el Millennium Stadium de Cardiff. En su 10° partido, el 18 de febrero de 2004, marcó una tripleta contra Escocia en Cardiff. Fue la primera tripleta para Gales desde Ian Rush en 1992. Earnshaw fue capitán por primera vez el 25 de mayo de 2011, en su 53.er partido, contra Escocia en Dublín, Irlanda. Marcó un gol pero Gales perdió 3-1.

## Clubes
| Club                 | País           | Año         |
| -------------------- | -------------- | ----------- |
| Cardiff City         | Gales          | 1998-2000   |
| Greenock Morton FC   | Escocia        | 2000        |
| Cardiff City         | Gales          | 2000-2004   |
| West Bromwich Albion | Inglaterra     | 2004-2006   |
| Norwich City         | Inglaterra     | 2006-2007   |
| Derby County         | Inglaterra     | 2007-2008   |
| Nottingham Forest    | Inglaterra     | 2008-2011   |
| Cardiff City         | Gales          | 2011-2012   |
| Maccabi Tel Aviv FC  | Israel         | 2012        |
| Toronto FC           | Canadá         | 2013 - 2014 |
| Chicago Fire         | Estados Unidos | 2014 - 2015 |
| Vancouver Whitecaps  | Estados Unidos | 2015 - 2016 |